# Воскресенское (Октябрьское сельское поселение, Некоузский район)
Воскресенское — село в Некоузском районе Ярославской области России. 
В рамках организации местного самоуправления входит в Октябрьское сельское поселение, в рамках административно-территориального устройства является центром Родионовского сельского округа.

## География
Село расположено на правом берегу реки Сить, в 1,5 км от железнодорожной станции Родионово (на линии Сонково — Рыбинск) и в 26 км к западу от районного центра, села Нового Некоуза.

## Население
| 1859 | 2002 | 2007 | 2010 |
| ---- | ---- | ---- | ---- |
| 230  | ↗405 | ↗440 | ↘342 |

Согласно результатам переписи 2002 года, в национальной структуре населения русские составляли 96 % из 405 жителей.

## История
До 1921 года Воскресенское было центром Воскресенской волости Мышкинского уезда Ярославской губернии. В 1921—1923 годах как и весь Мышкинский уезд относилось к Рыбинской губернии. В 1923 году Воскресенская волость была укрупнена и вошла в Рыбинский уезд Ярославской губернии.
В 1929—1944 годах Воскресенское входило в Некоузский район Ивановской Промышленной области (а с 1936 года — Ярославской).
18 декабря 1944 года Воскресенское было отнесено к новому Масловскому району, а 15 декабря 1952 года стало его центром. 6 марта 1959 года в связи с ликвидацией Масловского района Воскресенское было возвращено в Некоузский район.

## Достопримечательности
В селе расположена церковь Воскресения Словущего (1843 года).